# ボン・イヴェール
ボン・イヴェール（Bon Iver、/boʊn iːˈvɛər/）は、アメリカ合衆国のミュージシャン、ジャスティン・ヴァーノン（Justin Vernon）によるインディー・フォーク・バンド。2006年に結成され、現在までに4つのアルバムを発表している。グラミー賞には8回ノミネート、新人賞を含め2回受賞を果たしている。
なお、ボン・イヴェールはバンド名であるが、ジャスティン・ヴァーノンによるソロプロジェクトであるため、ボン・イヴェールをジャスティン・ヴァーノン個人の名前として使用する場合も多い。また、日本語の表記はボン・イヴェールとされているが、実際の英語の発音は「ボニーヴェア」や「ボニヴェァ」に近い。

## 略歴

### 2006年 - 2010年: For Emma, Forever Ago

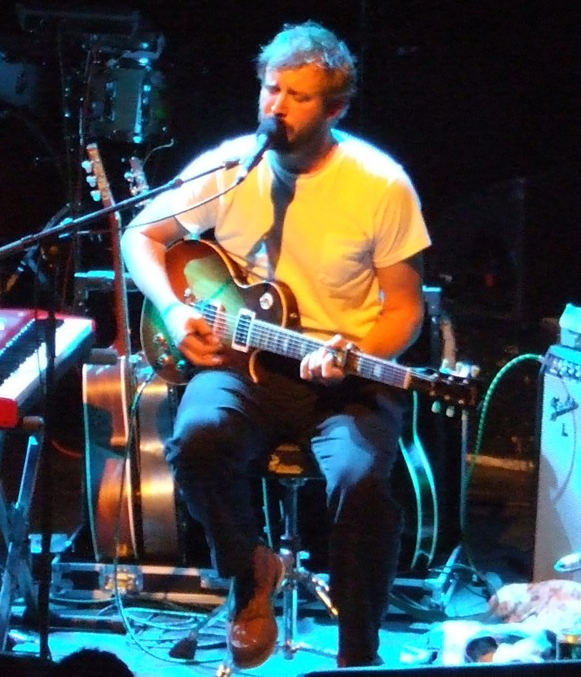
演奏するジャスティン・ヴァーノン（2008年）

2006年、ジャスティン・ヴァーノンは伝染性単核球症にかかり、自身のフォークバンドであるデヤーモンド・エジソン（DeYarmond Edison）をやむを得ず解散することになる。ヴァーノンはノースカロライナ州ローリーを去り、ウィスコンシン州ダン郡にある父のキャビンで冬の数ヶ月間を過ごした。彼がそこで1990年代のテレビドラマ『たどりつけばアラスカ』を見ている時に、初雪が降るエピソードで出てきた"良い冬"を意味する"Bon Hiver"というフランス語に出会う。Hiverは当時ヴァーノンが悪くしていた肝臓"Liver"を連想させるため、Bon Iverがバンド名に採用された。
ヴァーノンはその間音楽を書いたり録音したりするつもりはなかったが、病気、大切にしていたバンドの解散、恋人との別れと不幸が続いた状況と、雪に閉ざされた田舎のキャビンに孤立するという条件が重なり、彼を音楽制作へと向かわせた。ヴァーノンは簡素な録音機材を用いてすべての楽器を1人で演奏した。
この録音はそもそもリリースするつもりはなく、レーベルに送るデモテープになる予定だったが、仲間内からの評判が良かったため、そのままの状態でリリースすることに決める。
2007年7月、オークレアのライブハウスでデビュー・アルバム『フォー・エマ・フォーエヴァー・アゴー（For Emma, Forever Ago）』のリリースライブが開催される。自主制作で500枚のCDがプレスされ、そのうち12枚が音楽ブログに送付された。10月に大手音楽メディアのピッチフォーク・メディアが絶賛のレビューを掲載し、その後は雪だるま式に話題となっていった。多くのインディーレーベルが興味を示し、ボン・イヴェールは理想が一致したJagjaguwarと契約する。

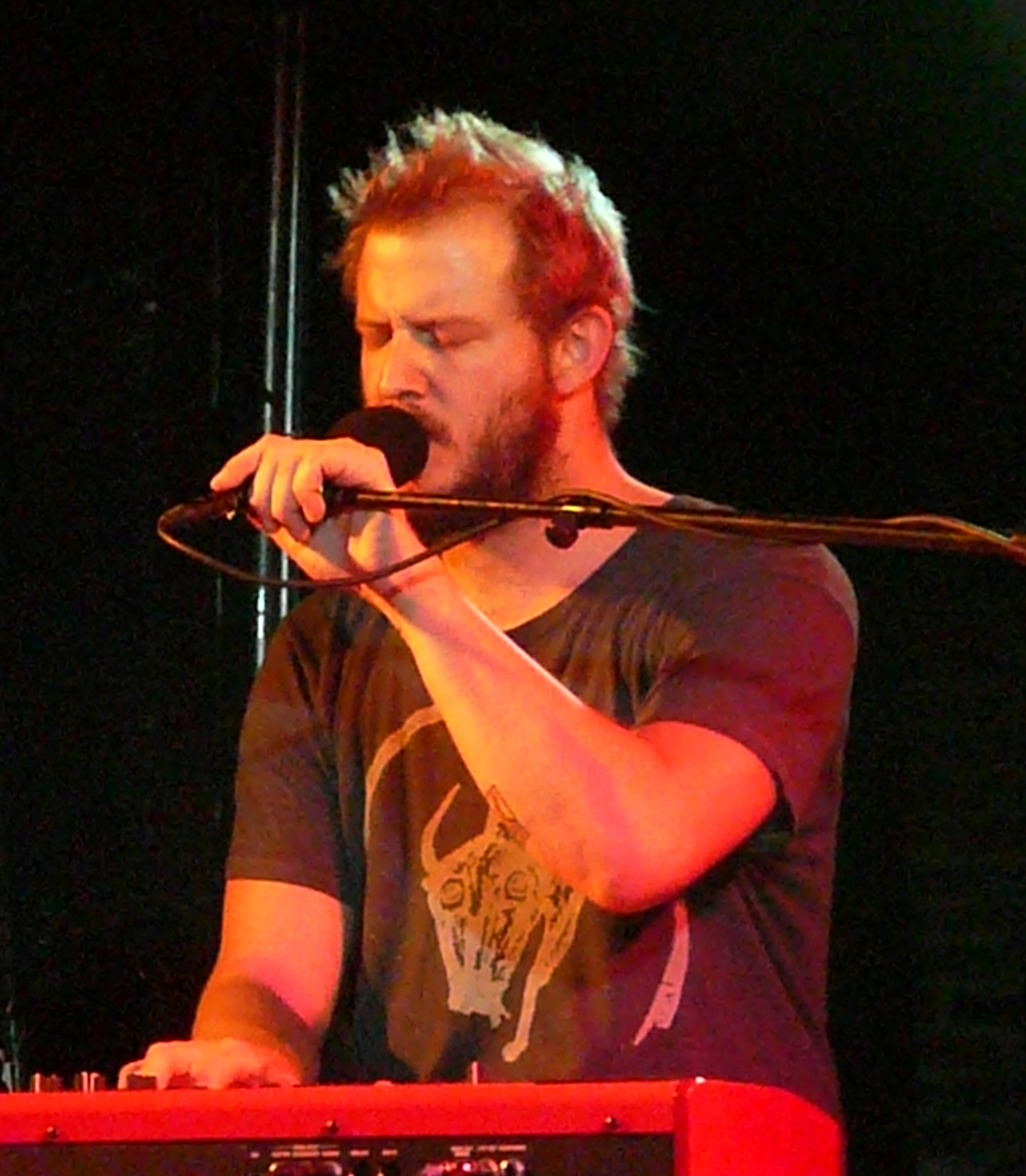
ライブでのジャスティン・ヴァーノン（2008年）

2008年2月19日、北米でアルバム『フォー・エマ・フォーエヴァー・アゴー』が一般流通でリリースされた。イギリスとヨーロッパでは5月12日に4ADからリリースされた。アルバムは全米ビルボード200にて初登場64位を記録し、累計販売は130万枚以上を突破した。また、アメリカ以外の国でも大きな成功を収め、イギリス、オーストラリア、デンマークの3ヶ国においてそれぞれゴールド・ディスクを獲得した。
アルバムは批評家から高く評価され、Rough TradeとThe Observerは2018年の年間ベストアルバムに選んだ。音楽メディアが発表する2000年代のベストアルバムのランキングでは、Stereogumが11位、Pitchforkが29位、NMEが87位、Rolling Stoneが92位にこのアルバムを選んだ。
アルバムからは楽曲「Skinny Love」が人気となり、アメリカで100万枚以上を売り上げプラチナム・ディスクに、イギリスでも70万枚以上売り上げダブル・プラチナム・ディスクに認定された他、オーストラリアでも約50万枚を売り上げる。「Skinny Love」は批評家からも絶賛され、多くの音楽メディアが年間ベストソングの一つに選んだ。
2008年12月11日、ボン・イヴェールはレイト・ショー・ウィズ・デイヴィッド・レターマンに出演し「Skinny Love」を披露する。その後、ボン・イヴェールの楽曲は『Dr.HOUSE』『グレイズ・アナトミー』といったテレビドラマや『プレイス・ビヨンド・ザ・パインズ/宿命』などの映画のサウンドトラックに相次いで使用されるようになった。
この年、ボン・イヴェールは慈善団体のYellow Bird ProjectのTシャツをデザインし、すべての利益をオンタリオ州トロントにある女性シェルターに寄付した。

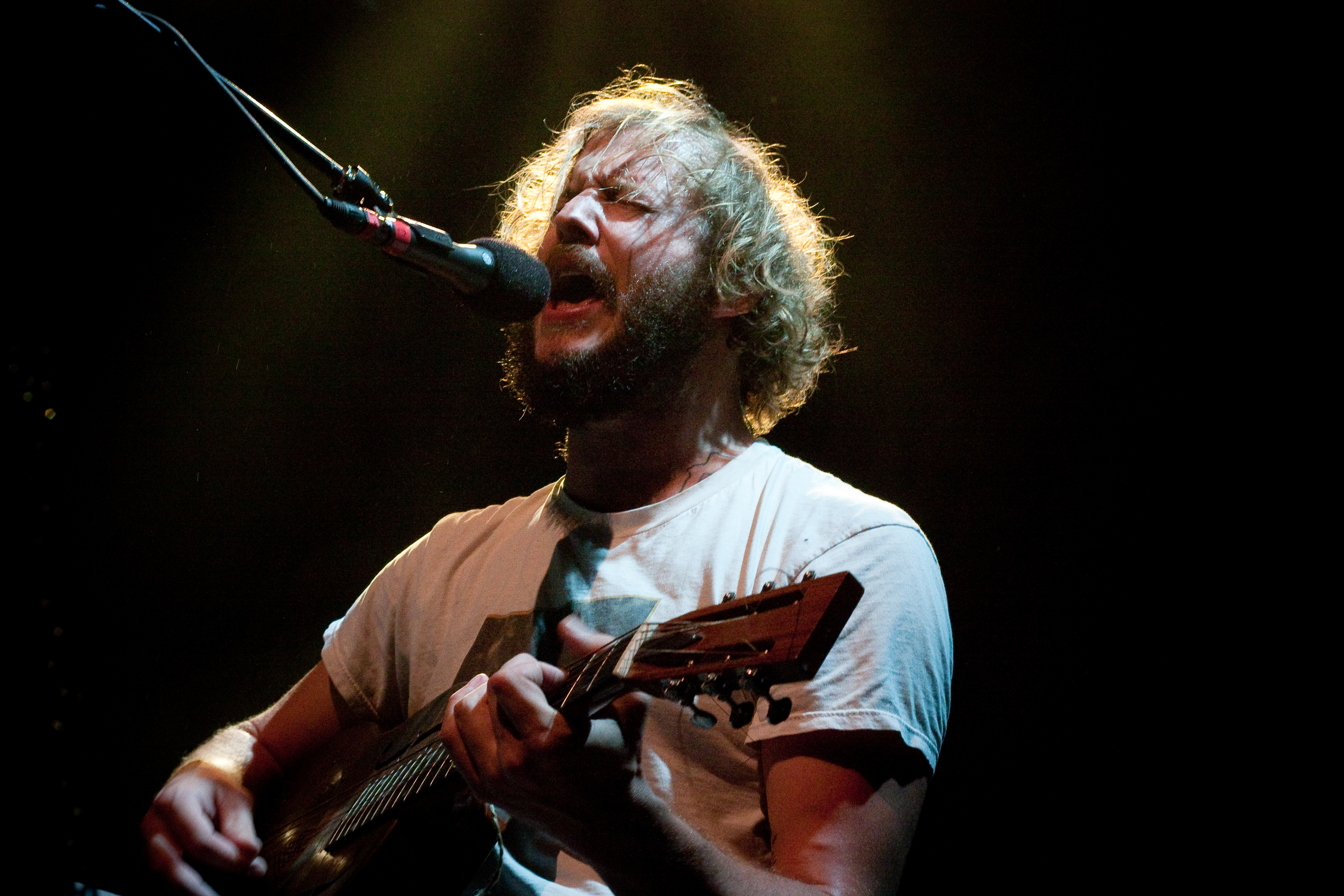
ライブでのジャスティン・ヴァーノン（2009年）

2009年1月20日、ボン・イヴェールはEP『Blood Bank』をリリースする。EPは初週にアメリカで2万3000枚を売り上げBillboard 200で16位を記録する。EPからの楽曲「Woods」は、カニエ・ウェストの2010年のアルバム『My Beautiful Dark Twisted Fantasy』に収録された「Lost in the World」にサンプリングで使用されることになり、ヴァーノンはこのアルバムの制作に携わった。
この年、ボン・イヴェールはセイント・ヴィンセントと映画『ニュームーン/トワイライト・サーガ』への書き下ろし楽曲「Roslyn」を制作する。また、慈善団体Red Hot Organizationが主宰するエイズの治療支援ベネフィットアルバム『Dark Was the Night』に楽曲「Brackett, WI」を提供する。また、10月には音楽雑誌The FADERの表紙を飾った。
ライブツアーは2007年の秋から2年近くに渡り開催され、2009年には、Lollapalooza、Austin City Limits、Glastonbury、Coachella、Bonnarooなど多くの大型フェスに出演した。2009年10月のライブを最後にバンドは一旦休止状態に入る。

### 2010年 - 2012年: Bon Iver, Bon Iver

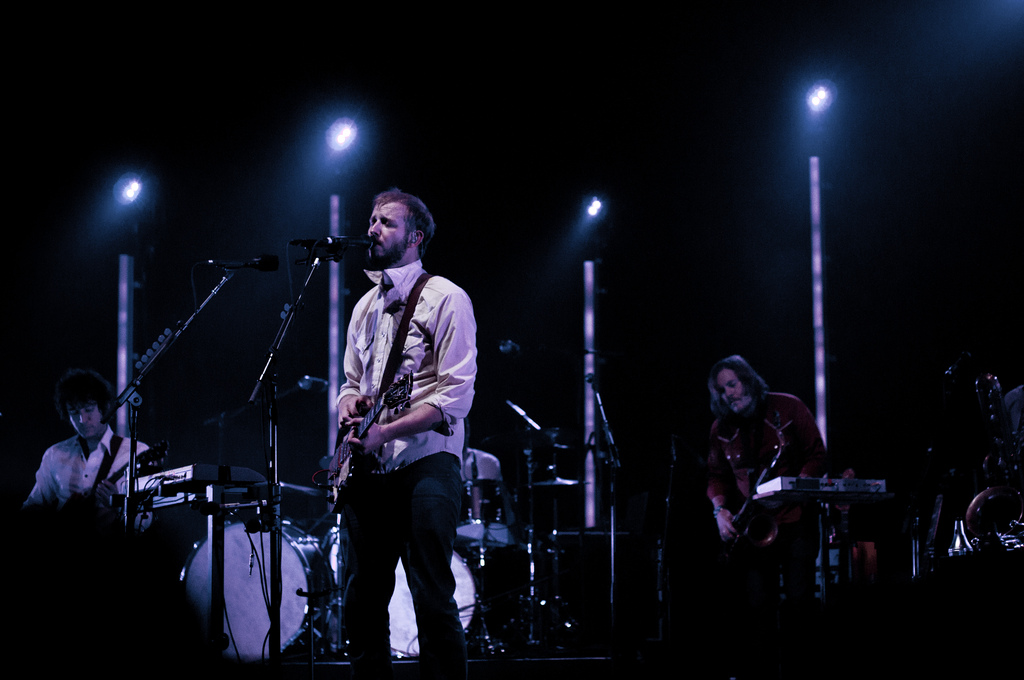
ボン・イヴェールのライブ（2011年）

ボン・イヴェールの2作目のアルバム制作はスタジオを建築するところからスタートした。ヴァーノンは2008年にウィスコンシン州フォールクリークにある獣医クリニックの跡地を購入しており、クリニックに付属する古いスイミングプールの上に録音スタジオApril Base studioが作られ、そこでアルバムのレコーディングが行なわれた。その場所を選んだ理由についてヴァーノンは「自分たちで建てたスタジオなのでとても自由がきくし、自分が育った家からわずか3マイル、両親が出会ったバーからわずか10分のところだから」と述べている。
2011年4月、バンドはジャグジャグウォーと4ADの公式サイトを通じて、ニューアルバムの詳細を発表する。アルバムのアートワークも公開され、担当したGregory Euclideはアートワークのメイキング映像をYouTubeで公開した。
アルバム発売一ヶ月前の5月23日には、アルバムが誤ってiTunes Music Storeで購入できる状態になってしまう。Appleはすぐにアルバムを削除したが、少数のユーザーがすでに購入してしまっていた。Appleやレーベルからは特に声明はなかったが、その後すぐにアルバムの歌詞が正式に先行公開された。

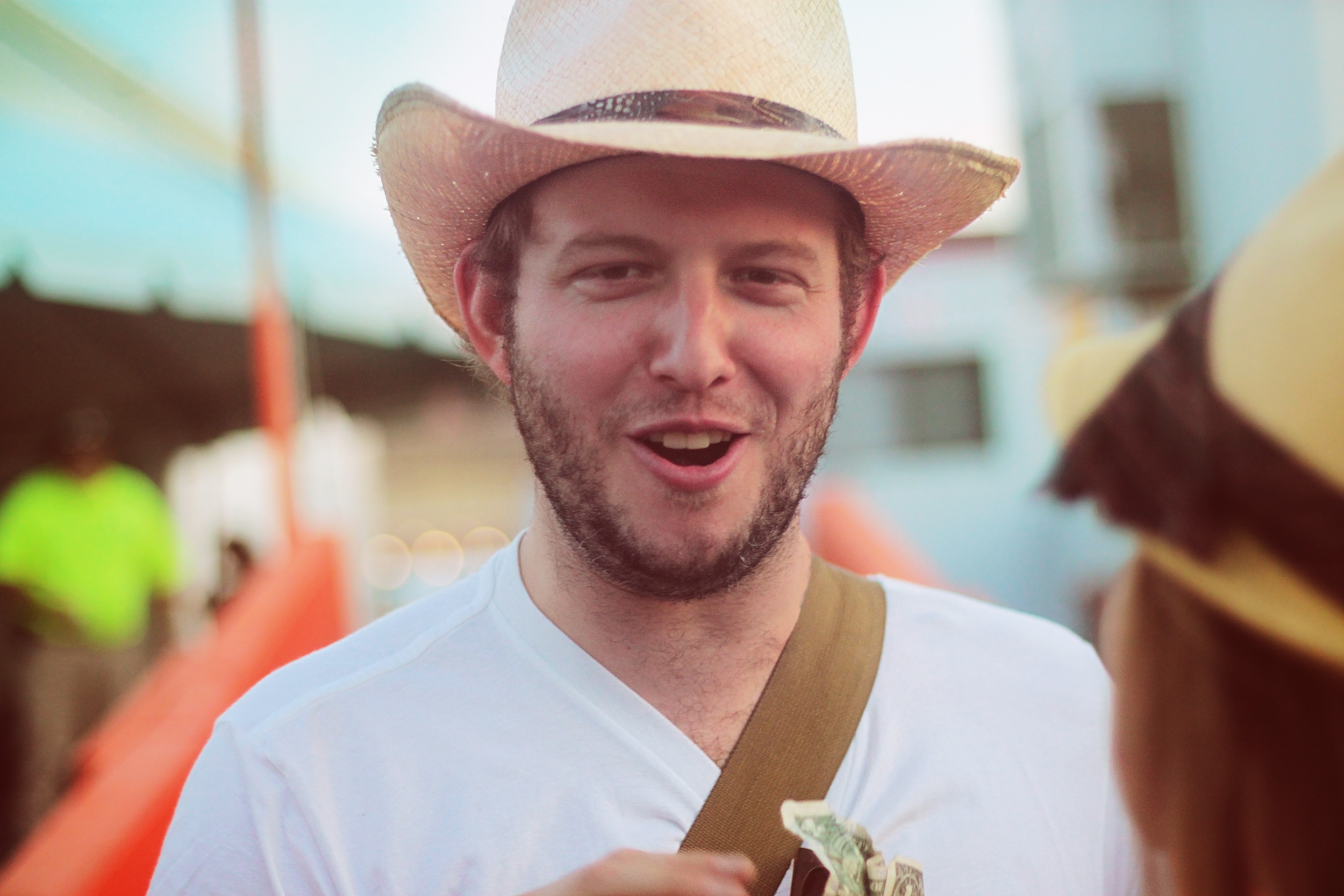
Jazz Festのバックステージでのボン・イヴェール（2012年）

2011年6月21日、ボン・イヴェールの2作目のアルバム『ボン・イヴェール、ボン・イヴェール（Bon Iver, Bon Iver）』がリリースされる。アルバムはデビュー作の素朴な作風から一転し、ゴスペルやドローン音楽、エレクトロニカやポストロックまでも内包する壮大で野心的なサウンドへと変化した。ヴァーノンのボーカルには多重のエフェクトがかかり、演奏はオーケストラのように多彩で美しい音が重ねられていた。
アルバムは、全米ビルボード200で初登場2位を記録する。アメリカでは100万枚以上を売り上げプラチナム・ディスクに認定された。イギリスでは初登場4位を記録し、ゴールドディスクに認定された。アルバムからは「Calgary」「Holocene」「Towers」「Beth/Rest」の4曲がシングルカットされ、そのうち特に「Holocene」がヒットした。
アルバムの内容は各方面から絶賛され、ピッチフォーク・メディアは「ジャスティン・ヴァーノンが始めた控えめなソロプロジェクトは、壮大で野心的な素晴らしい結果を生み出すフルバンドへと成長した」と9.5点の高得点を付けた。音楽メディアが発表する年間ベストアルバムのランキングでは、PitchforkとPasteが1位に、Stereogumが3位、Qが4位、Uncutが9位、Spinが14位、Mojoが16位に選出した。
第54回グラミー賞では主要部門の最優秀楽曲賞、最優秀レコード賞、最優秀新人賞の3部門とベスト・オルタナティヴ・アルバム部門にノミネートされ、そのうち最優秀新人賞とベスト・オルタナティヴ・アルバムを受賞する快挙を成し遂げた。
2011年8月、ボン・イヴェールはジェームス・ブレイクとのコラボレーション楽曲「Fall Creek Boys Choir」を発表する。この楽曲はジェームス・ブレイクが10月にリリースしたEP『Enough Thunder』からのファーストシングルとなった。
バンドのワールドツアーは2011年6月からスタートし2012年11月まで続いた。2012年は世界の大型フェスティバルに出演し、コーチェラ・フェスティバルではメインステージの準ヘッドライナーのスロットで演奏した。11月のツアー最終日のダブリンThe O2アリーナでの公演で、ヴァーノンはこれがバンドとしての最後のパフォーマンスであると発表する。ボン・イヴェールのレーベルJagjaguwarの代表は声明を発表し、2年間続いたアルバムツアーのサイクルを終えるだけで解散ではないと釈明した。その後、ボン・イヴェールは活動休止期間に入る。

### 2013年 - 2018年: 22, A Million

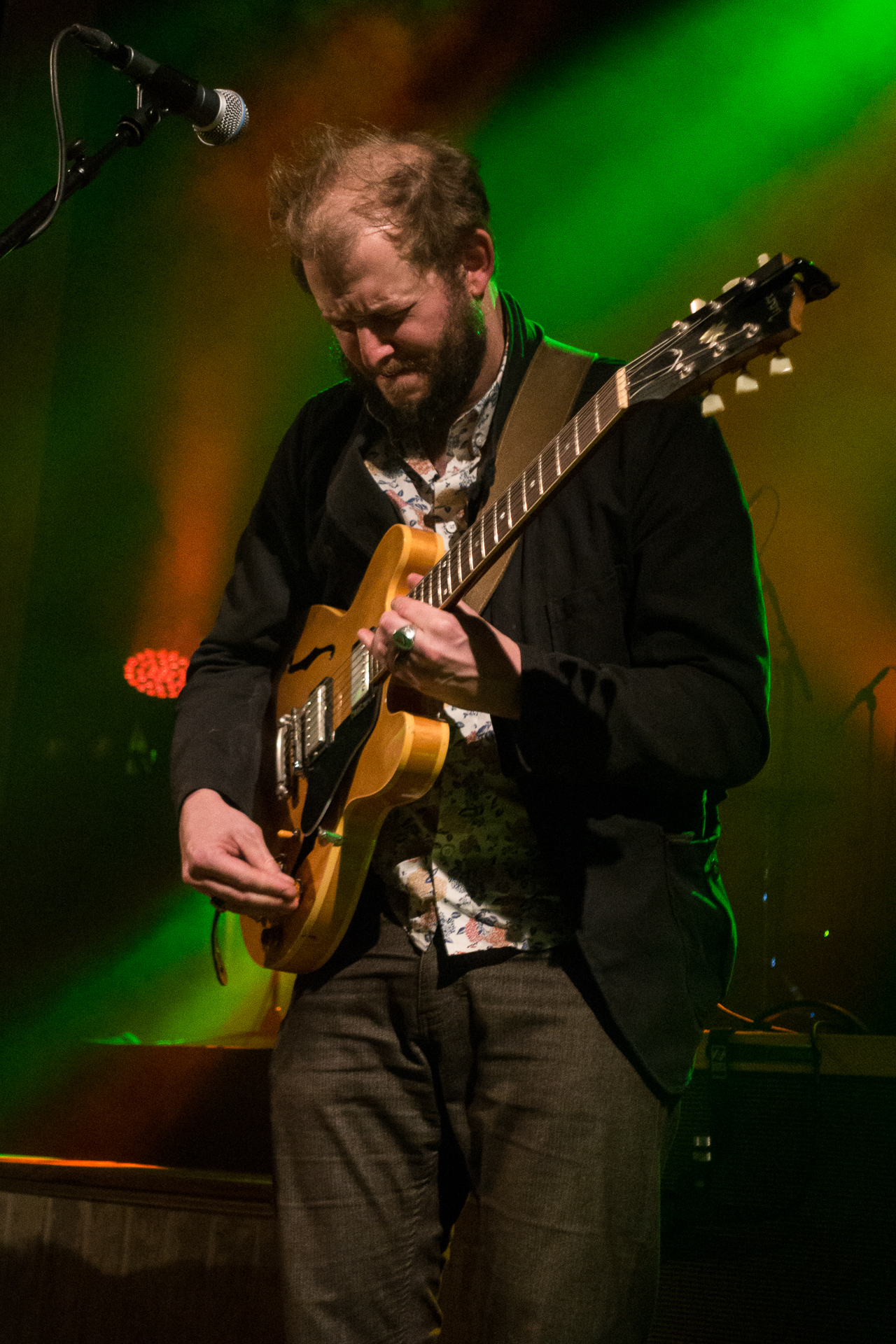
ライブで演奏するジャスティン・ヴァーノン（2015年）

2014年6月30日、ボン・イヴェールはザック・ブラフ監督の映画『WISH I WAS HERE』のサウンドトラックとして新曲「Heavenly Father」を発表する。
2015年7月18日、ウィスコンシン州オークレアでジャスティン・ヴァーノンとザ・ナショナルのアーロン・デスナーが主宰したEaux Clairesフェスティバルでボン・イヴェールとして約3年ぶりのライブを行ない、2つの新曲を披露した。その後、11月に年明けからのアジアツアーを発表。2016年2月から韓国、台湾、シンガポール、東京、大阪でライブを披露し、本格的にライブ活動を再開した。5月にはシドニーのオペラハウスで'Cercle' Concertシリーズの3公演を行なった。
2016年7月22日、ニューアルバムのプロモーションとして、22秒の新曲の映像がバンドの公式Facebookページで公開された。8月17日、ニューアルバムのタイトルとリリース日、トラックリストが発表される。同時に新曲「22 (Over Soon)」「10 dEAThbREasT"」の2つのリリックビデオが公開された。8月29日には、さらなる先行曲として「33 "GOD"」リリックビデオが公開される。
9月30日、ボン・イヴェールは3作目のアルバム『22、ア・ミリオン（22, A Million）』をリリースする。アルバムは前作に引き続きジャスティン・ヴァーノンのApril Base studioで制作され、サウンドはさらに実験的な作風へ変化した。制作スタイルにエレクトロニック・ミュージックやヒップ・ホップのプロダクションを取り入れ、たくさんのサンプルやシンセ、ブラス類が重ねられた。ヴァーノンのボーカルプロダクションにはプリズマイザーなどの新技術が使用され、より複雑で未来的なゴスペルのようなコーラスワークが実現している。
アルバムは批評家から絶賛され、音楽メディアのThe Line of Best Fitは「個人の危機と解決を捉えたアルバムで今世紀これ以上のものは他に無い」と評し満点を与えた。年間ベストアルバムのランキングでは、The Skinnyが3位に、VarianceとNPRが5位、Pasteが9位、Pitchforkが12位、Stereogumが15位、Mojoが16位、Rolling Stoneが22位に選出した。第59回グラミー賞ではベスト・オルタナティヴ・アルバム部門にノミネートされた。
アルバムのツアーは2016年8月からスタートし、次のアルバムが出る直前の2019年7月まで続いた。その間も多くのフェスティバルに出演し、Primavera Sound、Sasquatch!、Pitchfork Music Festival、Melt! Festival、Mad Cool Festivalなどではヘッドライナーを務めた。またCoachellaではメインステージの準ヘッドライナーのスロットで演奏し、Bonarooではセカンドステージのヘッドライナーを務めた。

### 2018年 - 現在: i,i

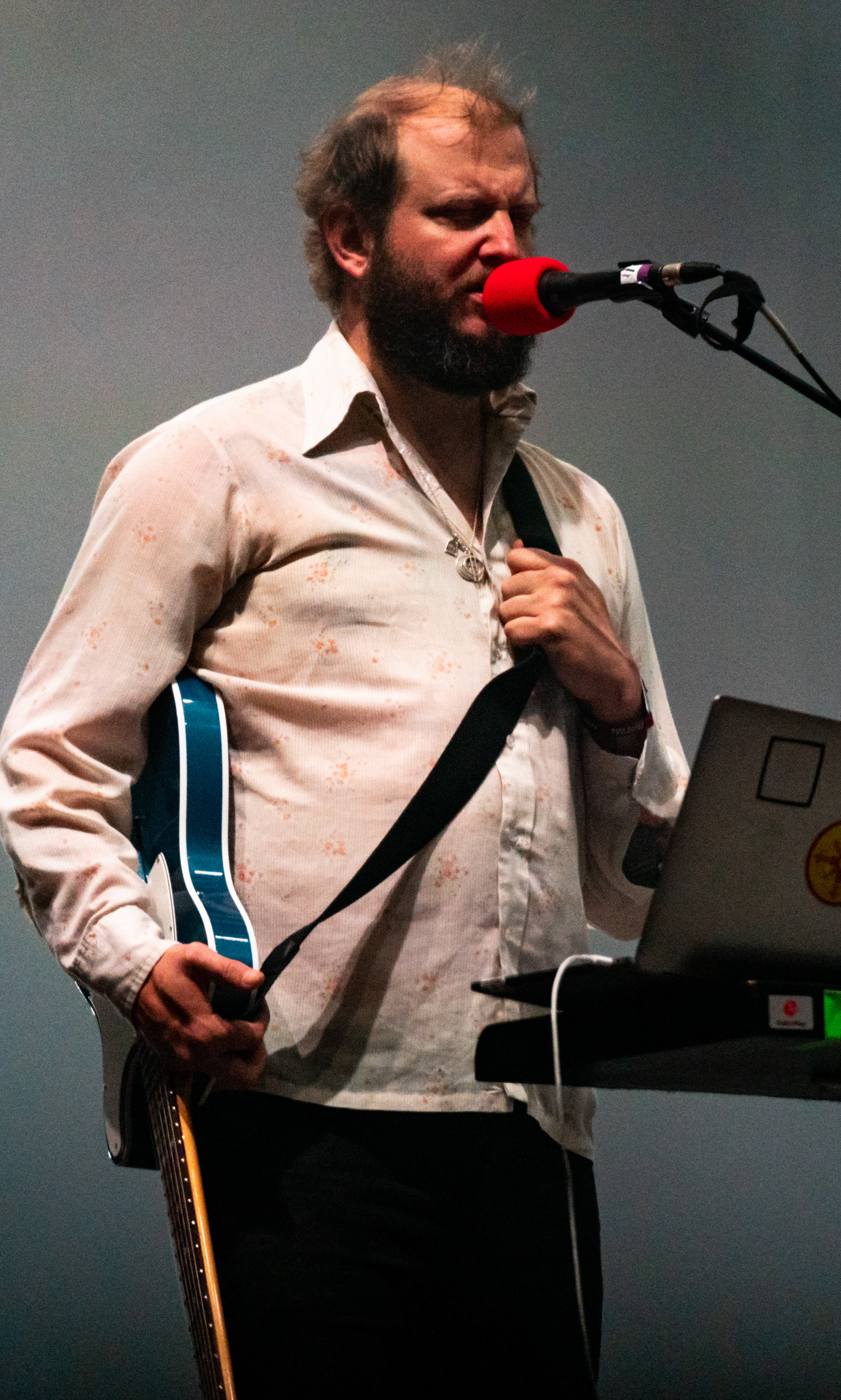
ライブで演奏するジャスティン・ヴァーノン（2019年）

2018年8月、ボン・イヴェールはモダンダンスグループのTU Danceとコラボパフォーマンスを行ない、いくつかの新曲を披露した。このコラボはCome Through公演として、この後のツアーと並行して度々開催された。2018年後半、ジャスティン・ヴァーノンが"BI LP4"という13の新曲が収められたフォルダの存在を明かし、ニューアルバムを制作していることを示唆した。
2019年6月2日、All Points Eastフェスティバルで2つの新曲を披露し、そのライブの終わりにヴァーノンはプロモーション用の謎のウェブサイトiCOMMAiを宣伝した。翌日には先行シングル「Hey, Ma」「U (Man Like)」がリリースされ、同時に秋のツアー日程が発表された。7月2日には"Sincerity is Forever in Season"というアルバムのティーザーが公開される。7月11日にはアルバムタイトルと発売日が8月30日であることが発表され、同時に先行シングル「Faith」「Jelmore」がリリースされた。
7月31日、ボン・イヴェールの短編ドキュメンタリー『Bon Iver: Autumn』が公開される。このドキュメンタリーは秋のツアーの準備を追ったもので、ツアーで使われる最新テクノロジーの照明システムと没入型3Dサウンドシステムの様子が披露された。
8月7日、世界60か所以上でニューアルバムのリスニングパーティーを開催する。8月8日、突如ニューアルバムのトラックを1時間に1曲ずつ公開するイベントを開始。8月9日、すべての曲が公開された時点で4作目のアルバム『アイ、アイ（i,i）』が正式リリースとなった。これは予定より22日早いリリースだった。
アルバムはウィスコンシンのApril Base studioで長期間に渡り制作され、2019年3月にテキサスのSonic Ranchスタジオで完成した。ヴァーノンはニューアルバムについて、デビューアルバム『For Emma, Forever Ago』が冬、『Bon Iver, Bon Iver』が春、『22, A Million』が夏の作品で、4作目の『i,i』は秋をテーマにした作品であり「最も大人らしく成熟したレコード」「より正直で寛大な作品」と述べている。アルバムにはWye OakのJenn Wasner、ヒップホッププロデューサーのWheezy、Psymun、BJ Burton、James Blake、Moses Sumney、Francis and the Lightsなど多彩な音楽家が参加した。

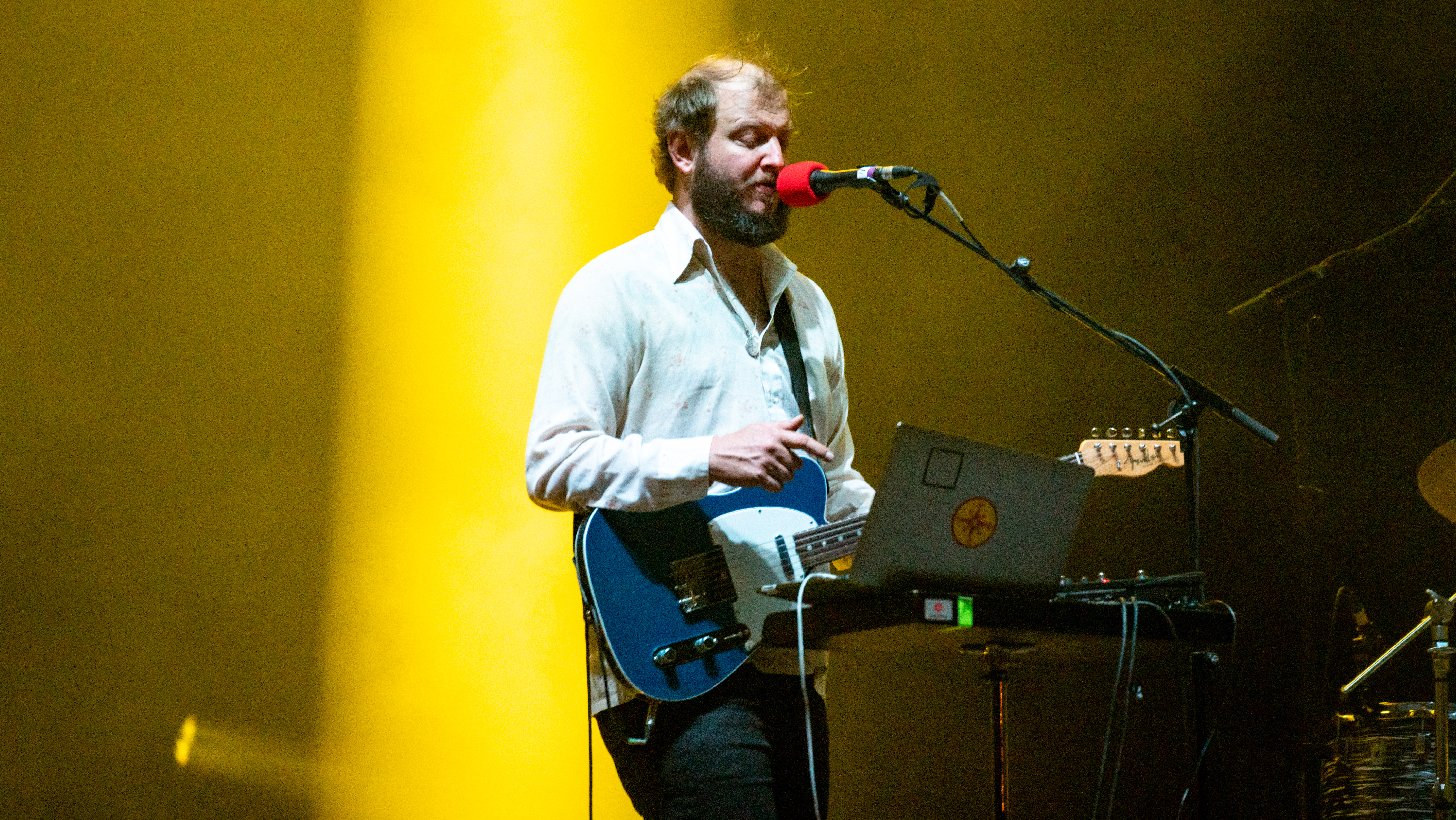
ライブで演奏するジャスティン・ヴァーノン（2019年）

アルバムは批評筋から高い評価を受け、NMEは「信じられないほど知的な方法でつなぎ合わされた作品」と評し満点を与えた。またConsequence of Soundも「成熟した傑作であり、野心と技術の見事な融合」と評し満点を付けた。音楽メディアの年間ベストアルバムのランキングでは、The Young Folksが3位に、MagneticとGaffaが4位、The New York Timesが6位、TimeとUproxxが7位、Uncutが15位、NoiseyとPitchforkが16位、Consequence of Soundが17位に選出した。
アルバムのツアーは2019年8月31日からスタートし、2020年1月にはアジアツアーの一環で東京2日間の来日公演を行なった。
2020年4月17日、新曲「PDLIF」をリリースする。この曲の利益はすべて新型コロナウイルス対策に関連する団体に寄付された。7月23日、テイラー・スウィフトの8作目のアルバム『フォークロア』の収録曲「エグザイル」に参加する。この曲はボン・イヴェールにとって初のBillboard Hot 100のトップ10ヒットとなった。8月5日、ボン・イヴェールは新曲「AUATC」をリリースした。

## メンバー

### 現在のメンバー
- ジャスティン・ヴァーノン (Justin Vernon) - ボーカル、ギター、キーボード
- ショーン・キャリー (Sean Carey) - ドラムス、キーボード
- マシュー・マッコーン (Matthew McCaughan) - ドラムス
- マイケル・ルイス (Michael Lewis) - ベース、サックス、キーボード
- アンドリュー・フィッツパトリック (Andrew Fitzpatrick) - ギター、キーボード
- ジェン・ワズナー (Jenn Wasner) - ギター

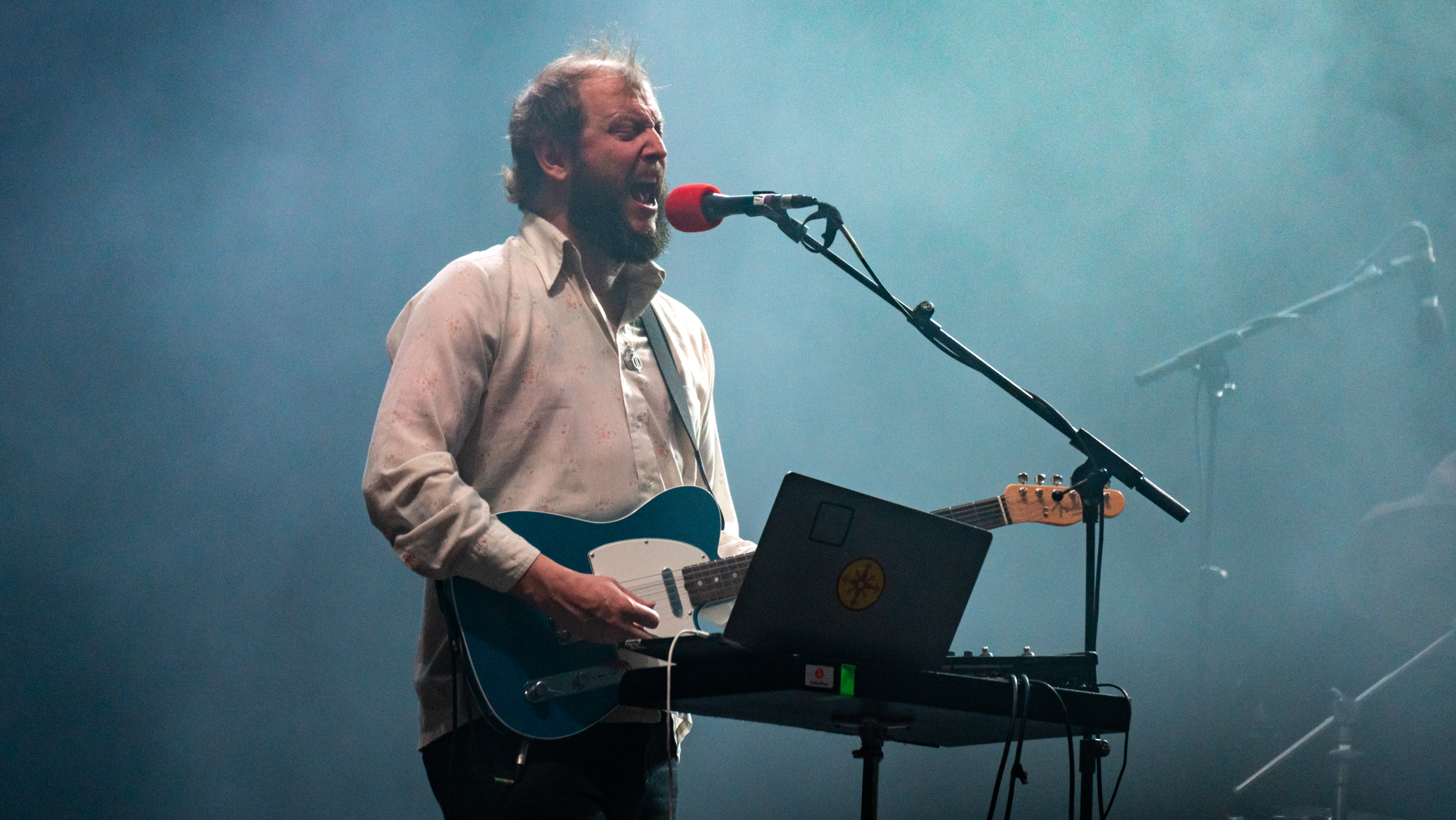
ジャスティン・ヴァーノン（ボーカル）
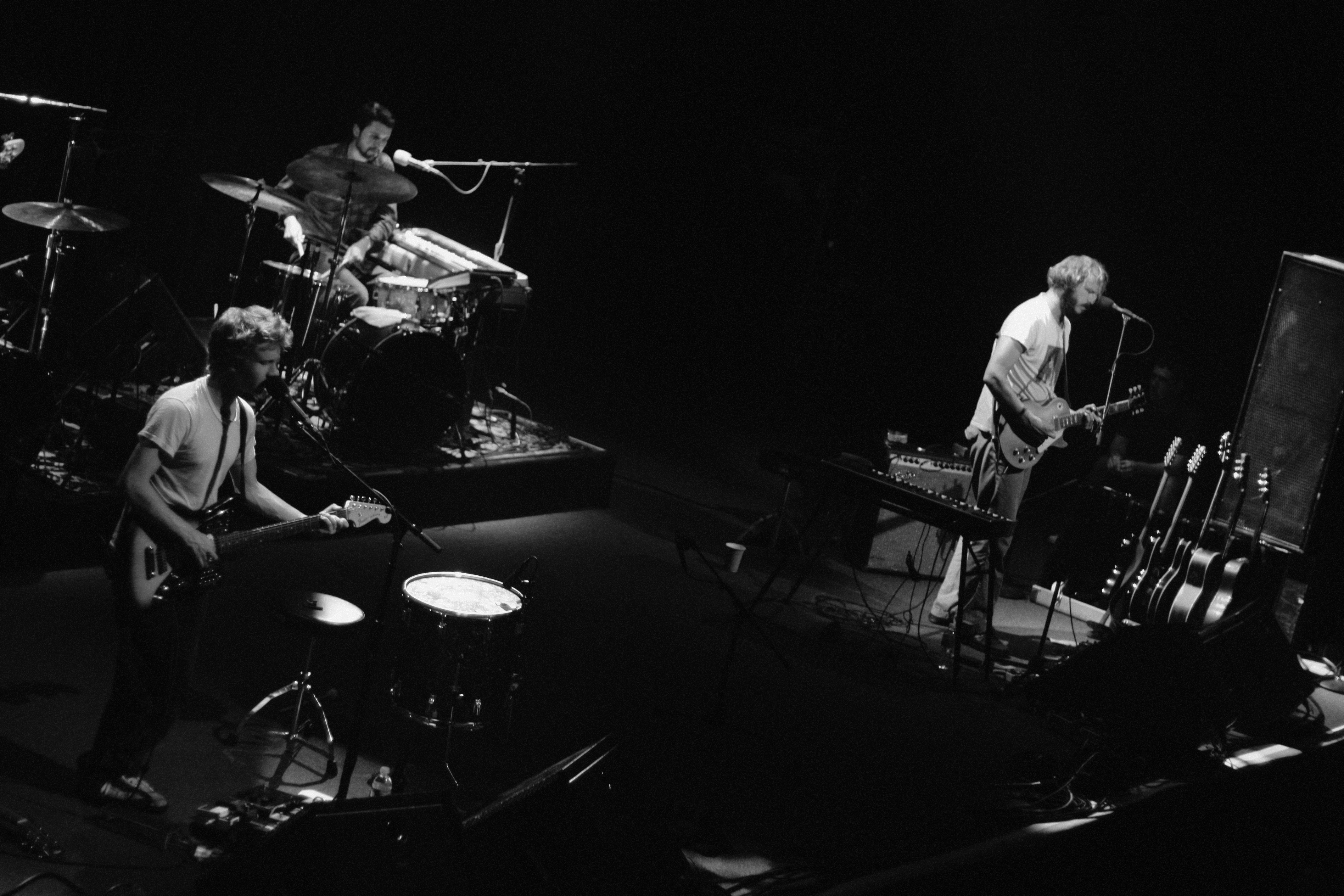
ショーン・キャリー（ドラムス）（左奥）
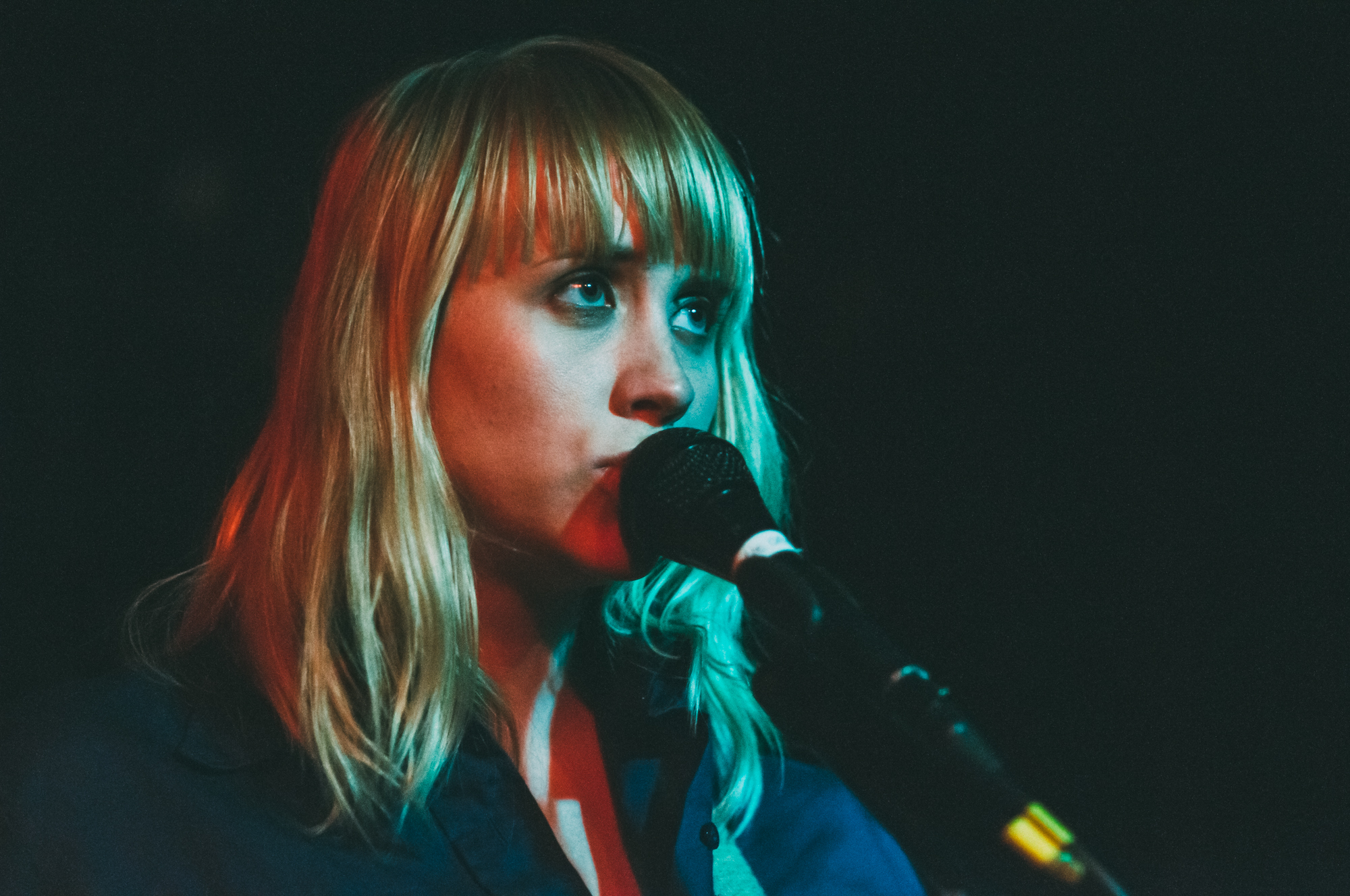
ジェン・ワズナー（ギター）

### 過去のメンバー
- マイク・ノイス (Mike Noyce) - ギター、バイオリン
- CJ・キャメリエリー (C.J. Camerieri) - ベース、キーボード
- コリン・ステットソン (Colin Stetson) - サックス
- レジー・ペース (Reggie Pace) - ブラス、パーカーッション
- ロブ・ムース (Rob Moose) - バイオリン、ギター

## ディスコグラフィ

### アルバム
| 2008                                      | フォー・エマ・フォーエヴァー・アゴー For Emma, Forever Ago | - 発売日: 2008年2月19日 - レーベル: Jagjaguwar - フォーマット: CD, LP, digital download           | 64 | 32 | —  | 33 | 16 | 61 | 42 | - US: ゴールド - AUS: プラチナ - DEN: ゴールド - UK: ゴールド                 |
| 2011                                      | ボン・イヴェール、ボン・イヴェール Bon Iver, Bon Iver      | - 発売日: 2011年6月21日 - レーベル: Jagjaguwar - フォーマット: CD, LP, digital download           | 2  | 2  | 6  | 1  | 3  | 15 | 4  | - US: ゴールド - AUS: プラチナ - CAN: ゴールド - DEN: ゴールド - UK: ゴールド |
| 2016                                      | 22、ア・ミリオン 22, A Million                             | - 発売日: 2016年9月30日 - レーベル: Jagjaguwar - フォーマット: CD, LP, digital download           | 2  | 2  | 1  | 3  | 2  | 8  | 2  | - UK: シルバー                                                                |
| 2019                                      | アイ、アイ i,i                                             | - 発売日: 2019年8月9日 - レーベル: Jagjaguwar - フォーマット: CD, LP, digital download, Streaming | 26 | 8  | 14 | 12 | 11 | 21 | 11 |                                                                               |
| "—"は未発売またはチャート圏外を意味する。 |                                                            |                                                                                                   |    |    |    |    |    |    |    |                                                                               |

## 受賞歴
グラミー賞 
| 発表   | 対象               | ノミネート部門                                 | 結果       |
| ------ | ------------------ | ---------------------------------------------- | ---------- |
| 2012年 | Holocene           | ソング・オブ・ザ・イヤー（最優秀楽曲賞）       | ノミネート |
| 2012年 | Holocene           | レコード・オブ・ザ・イヤー（最優秀レコード賞） | ノミネート |
| 2012年 | Bon Iver           | ベスト・ニュー・アーティスト（最優秀新人賞）   | 受賞       |
| 2012年 | Bon Iver, Bon Iver | ベスト・オルタナティブ・アルバム               | 受賞       |
| 2017年 | 22, A Million      | ベスト・オルタナティブ・アルバム               | ノミネート |
| 2020年 | i,i                | ベスト・オルタナティブ・アルバム               | ノミネート |
| 2020年 | i,i                | アルバム・オブ・ザ・イヤー（最優秀アルバム賞） | ノミネート |
| 2020年 | Hey, Ma            | レコード・オブ・ザ・イヤー（最優秀レコード賞） | ノミネート |

## 来日公演
- 2016年 Asian Tour 
  - 2月29日 東京都 新木場STUDIO COAST
  - 3月2日 大阪府 Zepp Namba OSAKA
- 2020年
  - 1月21, 22日 東京都 Zepp Tokyo